# リュシアン・アンリ

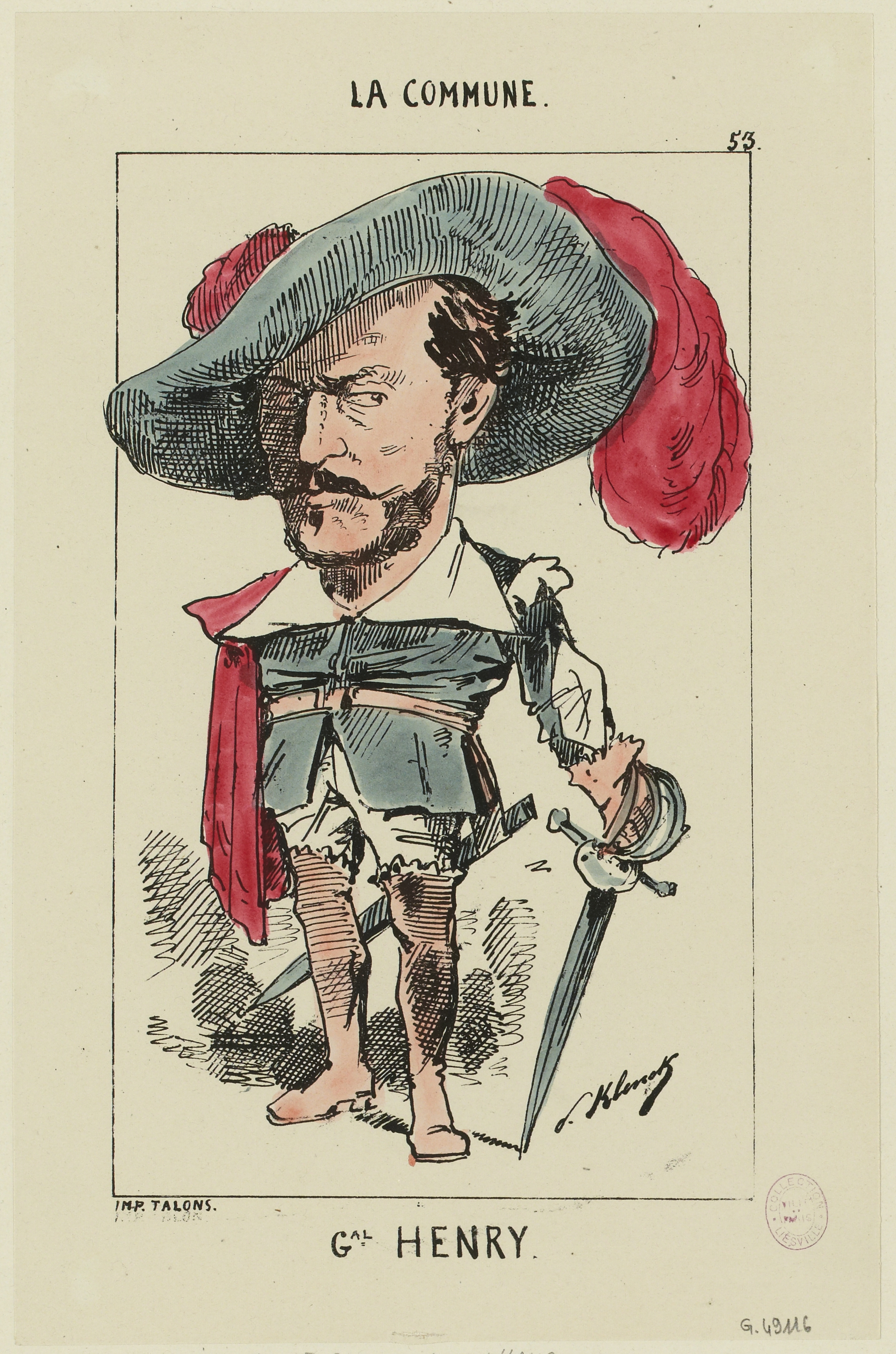
Paul Klenck(1844-1888?)によるコミューンの参加者したリュシアン・アンリのカリカチュア

リュシアン・フェリックス・アンリ（Lucien Félix Henry、1850年5月22日 - 1896年3月10日）は、フランス生まれの画家、美術教師である。パリ・コミューンに参加し、逮捕され、国外追放された後、1878年からオーストラリアで画家、美術教師として主にシドニーで働いた。

## 略歴
フランス南部、アルプ＝ド＝オート＝プロヴァンス県のシストロンで生まれた。1867年にパリに出て、パリ国立高等美術学校に入学し、ジャン＝レオン・ジェロームに学び、モデルも務めた。社会運動家になり、第一インターナショナルのメンバーになり、普仏戦争とパリ包囲戦（1870- 1871）の間、彼は国民衛兵として戦い、1871年3月11日、彼は第14区軍団長に選ばれた。 4月3日、ヴェルサイユを占領するために出撃し、ムードンで、フランスの政府軍に敗北し捕虜になり、1872年に死刑を宣告され、その後ニューカレドニアへの国外追放に減刑された。
1878年に恩赦を与えられ、シドニー国際博覧会が開かれた1879年6月にオーストラリアに移住した。1880年には、別の亡命者の女性と結婚した。シドニーで、画家および美術教師として知られるようになった。シドニー市庁舎のステンドグラスを制作した。シドニーの工業学校の美術教師になった。アンリが教えたの学生には彫刻家になったセオドラ・コーワン（Theodora Cowan: 1868–1949）らがいる。
1891年にフランスに戻り、1896年にオート＝ヴィエンヌ県のサン＝レオナール＝ド＝ノブラで亡くなった。

## 作品

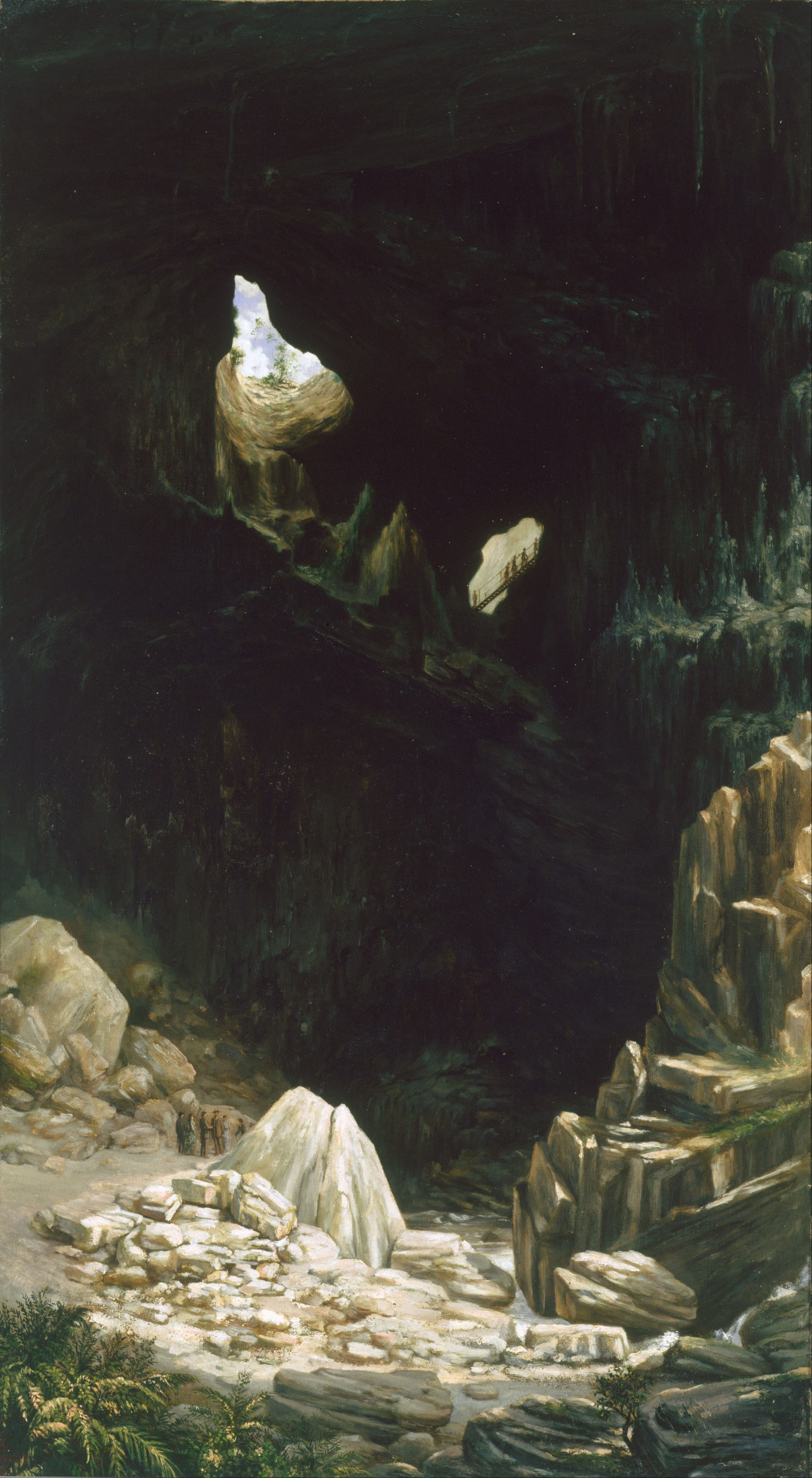
ブルー・マウンテンズ国立公園の洞窟(Fish River Caves) (1883) ニュー・サウス・ウェールズ州立美術館
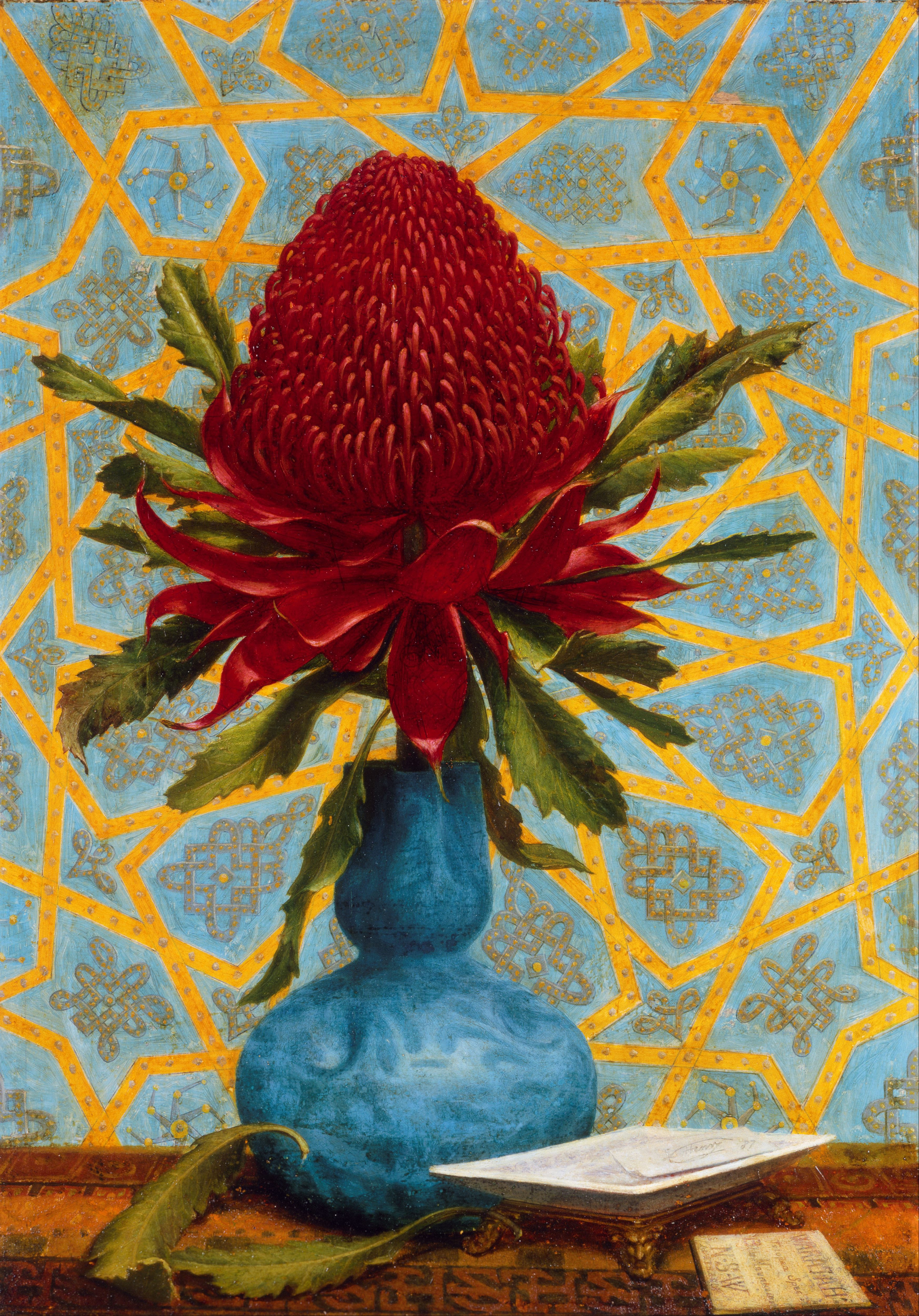
ワラタ（オーストラリア原産の植物）(1887) ニュー・サウス・ウェールズ州立美術館
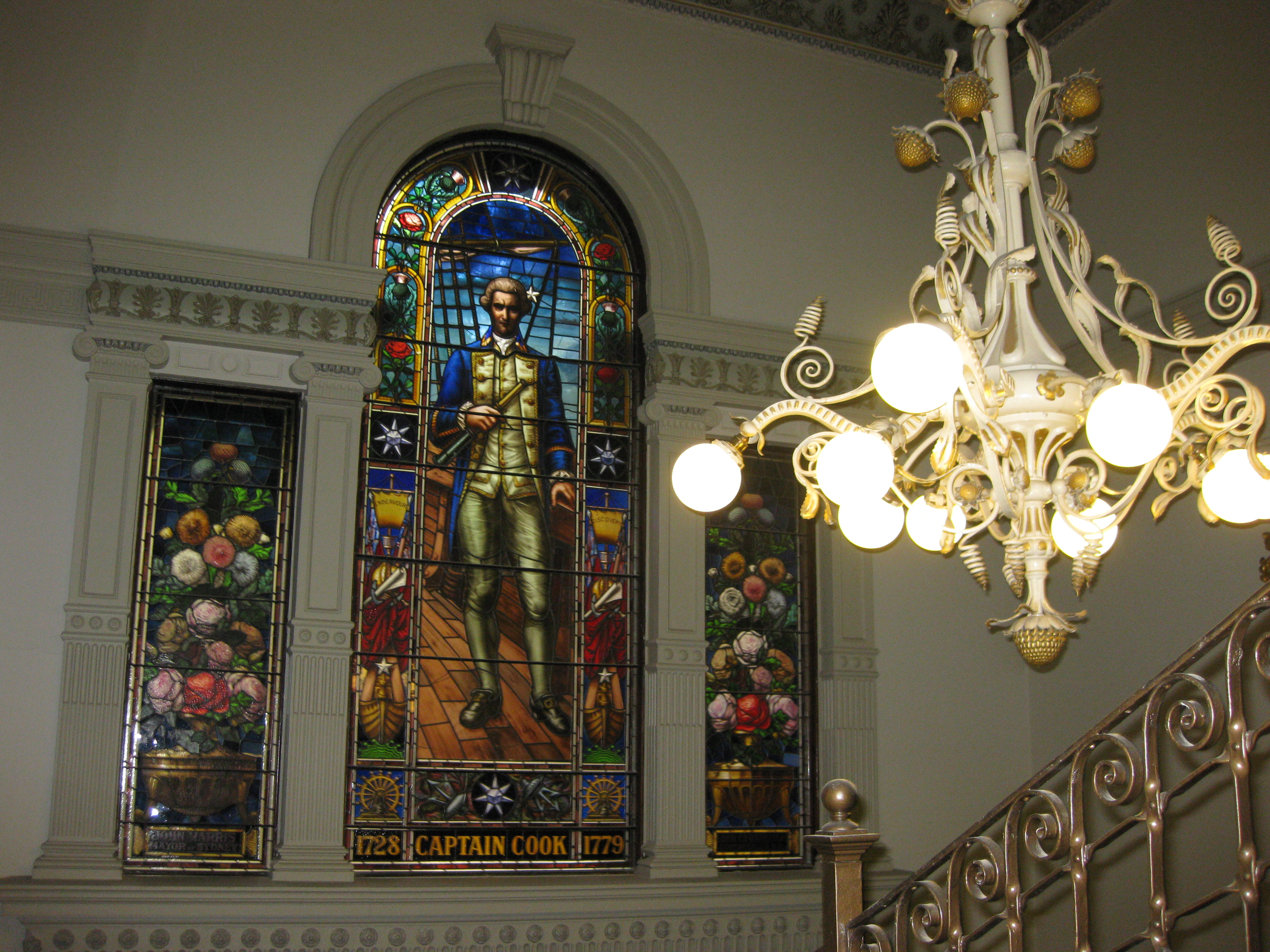
シドニー市庁舎のステンドグラス、クック船長